# Henri Temianka

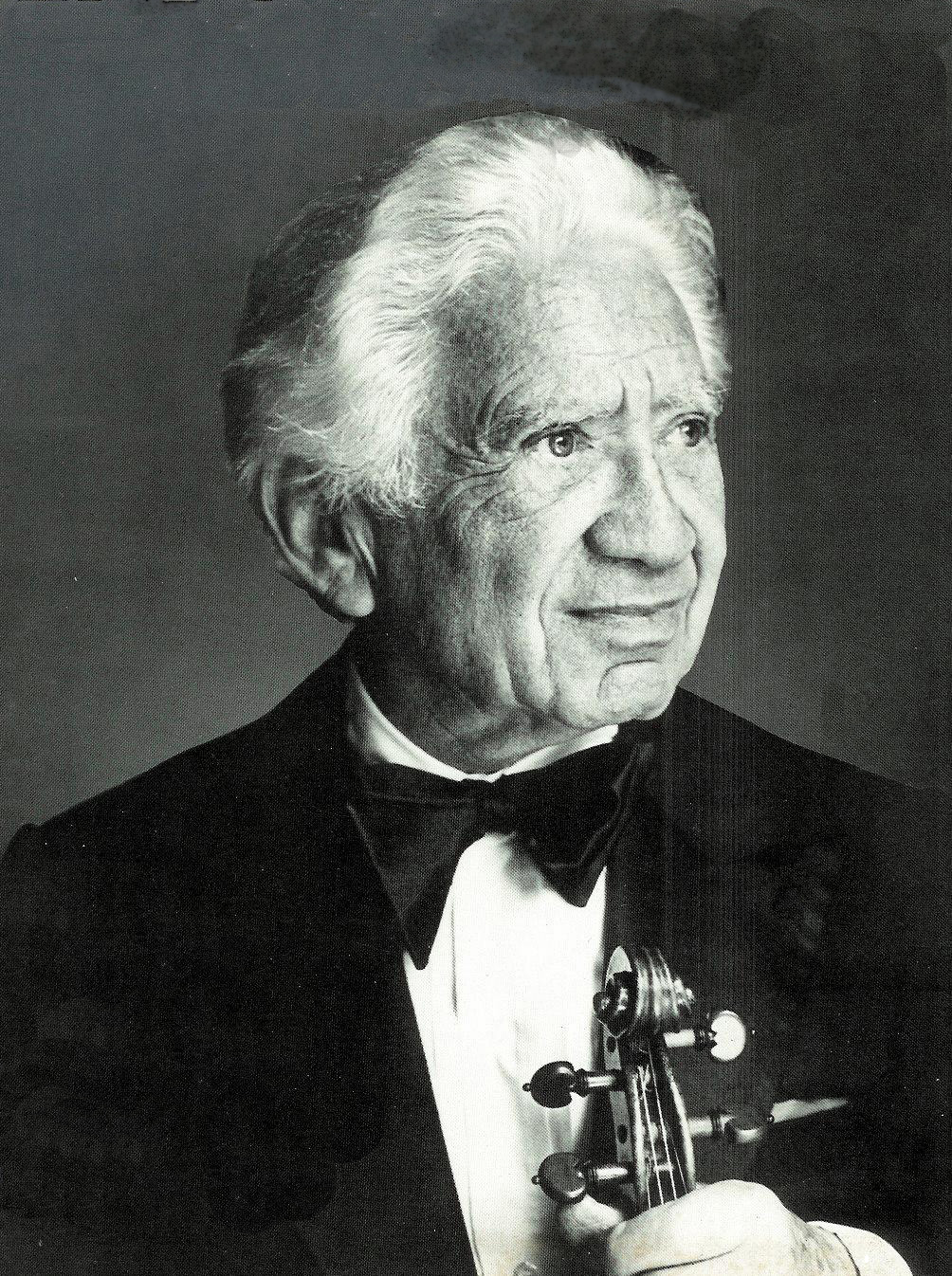
Henri Temianka nel 1987

Henri Temianka (Greenock, 19 novembre 1906 – Los Angeles, 7 novembre 1992) è stato un violinista e insegnante statunitense di origine polacca.

## Biografia
Henri Temianka nacque a Greenock, in Scozia, da genitori emigrati ebrei-polacchi. Studiò il violino con Carel Blitz a Rotterdam dal 1915 al 1923, poi, su consiglio di Bronisław Huberman, con Willy Hess al Conservatorio di Berlino dal 1923 al 1924 e con Jules Boucherit a Parigi dal 1924 al 1926. Si iscrisse poi al Curtis Institute of Music di Filadelfia, dove studiò con Carl Flesch. Completò gli studi nel 1930 dedicandosi anche alla direzione d’orchestra. Dopo il debutto a New York nel 1928, Temianka tornò in Europa e si affermò rapidamente come un importante violinista dell'epoca. Fece tournée concertistiche in quasi tutti i paesi europei e suonò con importanti orchestre sia in Europa che negli Stati Uniti.
Nel 1935 vinse il terzo premio al Concorso Henryk Wieniawski di Varsavia. Le sue apparizioni come solista e direttore ospite in Europa e in America del Nord e del Sud sono state interrotte dalla seconda guerra mondiale. Dopo la guerra, riprese i suoi concerti, nel 1945 si esibì alla Carnegie Hall con il pianista Artur Balsam. Temianka fondò il Paganini Quartet nel 1946, che rimase in attività fino al 1966.
Temianka è stato professore ospite e docente ospite presso molte università negli Stati Uniti e all'estero, tra cui l'Università della California, Santa Barbara (1960-64) e il Long Beach State College (ora California State University, Long Beach) (1964-76). Tra i suoni studenti si possono ricordare: Leo Berlin, Nina Bodnar, Amalia Castillo, Alison Dalton, Marilyn Doty, Eugene Fodor, Michael Mann, Dolores Miller, Phyllis Moad, Karen Tuttle e Camilla Wicks. Morì, all'età di 85 anni, a Los Angeles.

## Scritti
- Henri Temianka, Facing the Music, An Irreverent Close-Up of the Real Concert World, David McKay Compan, 1973